# De Havilland Dragon Rapide
de Havilland DH.89 Dragon Rapide – brytyjski dwupłatowy samolot pasażerski o stałym podwoziu z 1934 roku, będący pomniejszoną wersją czterosilnikowego DH.86 Express. Zabierał na pokład 8 pasażerów i dwóch członków załogi. Oficjalna nazwa Dragon Rapide pochodząca z języka angielskiego (szybka ważka) była często skracana do Rapide.

## Historia i użycie

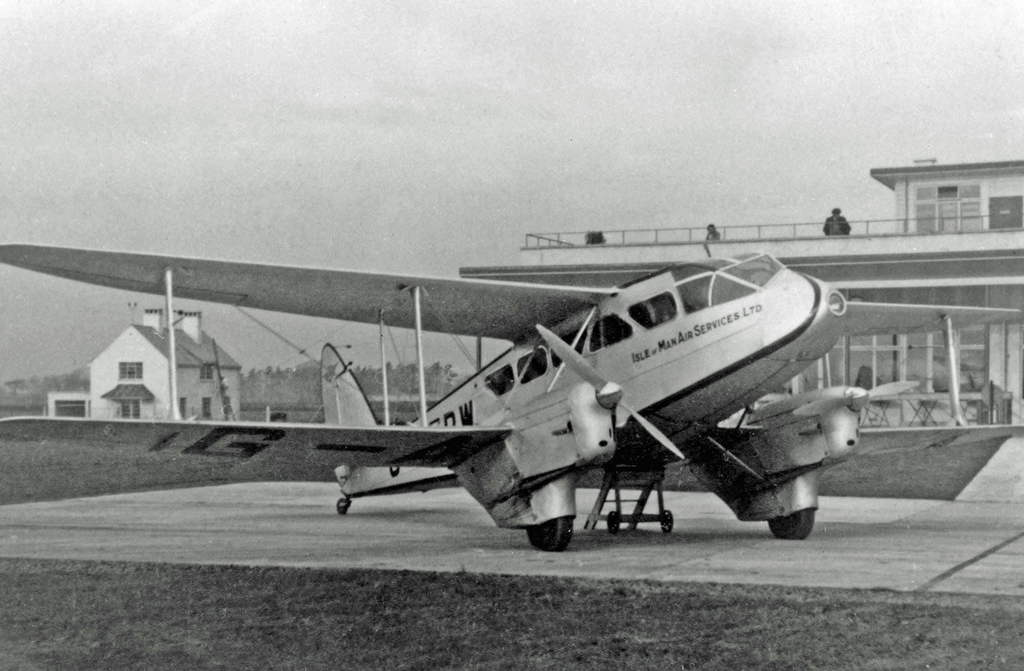
DH.89 Dragon Rapide na lotnisku, 1938 r.

De Havilland DH.89 był wersją rozwojową bardzo udanego samolotu zaprojektowanego w firmie De Havilland, DH.84 Dragon, zbudowana z wykorzystaniem krytych płótnem skrzydeł i podwozia z większego czterosilnikowego DH.86 Express. Koncepcja konstrukcyjna dwupłata ze skrzydłem o małej cięciwie i dużym wydłużeniu i stałym podwoziu z osłoniętymi kołami o konstrukcji drewnianej pozostała ta sama – chodziło o konstrukcję możliwie lekką, ale o małych oporach aerodynamicznych. Zastosowano jednak mocniejsze sześciocylindrowe, chłodzone powietrzem silniki de Havilland Gipsy Six o mocy 200 KM i udoskonalono kształt kadłuba, a bardzo wąskie skrzydła z zaostrzonymi końcami miały zmniejszony opór i uproszczony system usztywnień. Samolot prócz pilota zabierał 8 pasażerów. Pierwszym operatorem cywilnym samolotu były linie lotnicze Hillmans Airways Ltd. Od 1936 zaczęto montować w DH.89 dziobowy reflektor do lądowania i ogrzewanie kabiny.
Pierwsze próby przystosowania DH.89 do celów wojskowych podjęto już w 1935 roku, przebudowując samolot zgodnie ze specyfikacją G-18/35 do roli samolotu patrolowego dla ochrony wybrzeża (Coastal Command) i RAF. Uzbrojenie samolotu stanowił karabin maszynowy Vickers zamontowany po prawej stronie kadłuba i drugi Lewisa zamontowany w ruchomym stanowisku strzeleckim na górze kadłuba. W komorze bombowej mieściły się dwie bomby o masie 46 kg lub 4 dziesięciokilogramowe. W kabinie zainstalowano dodatkowe okno i przewidziano powiększenie załogi do trzech ludzi: pilota, strzelca/radiooperatora i nawigatora/bombardiera. Zbudowano jeden prototyp takiego samolotu oznaczony jako DH.89M, ale nie wszedł on do uzbrojenia po przegranej rywalizacji z maszyną Avro Anson.
Trzy zmodyfikowane do standardu DH.89M maszyny trafiły do sił policyjnych Hiszpanii z przeznaczeniem do patrolowania terenów Maroka. Wyposażono je w karabin maszynowy Vickers na dziobie i celownik bombowy w podłodze kabiny. Pod skrzydłami możliwe było przenoszenie 12 sztuk 12,5 kg bomb. Strzelec pokładowy obsługiwał dwa karabiny maszynowe Vickers, jeden na górze kadłuba i drugi strzelający do dołu w podłodze. Po wybuchu w 1936 roku hiszpańskiej wojny domowej maszyny te służyły po stronie nacjonalistów. Na początku wojny na pokładzie DH.89 uciekł z Wysp Kanaryjskich generał Francisco Franco.
Od roku 1937 rozpoczęto produkcję serii DH.89A z małymi klapami zamontowanymi na dolnej części centropłata. Później wiele z wyprodukowanych przed 1937 samolotów zostało przebudowanych do standardu DH.89A. W firmie De Havilland Canada budowano wersję samolotu Dragon Rapide z podwoziem pływakowym i długim dodatkowym statecznikiem pionowym pod kadłubem. Do używania na terenach północnej Kanady produkowano wersję z podwoziem w postaci nart do lądowania na śniegu i lodzie.

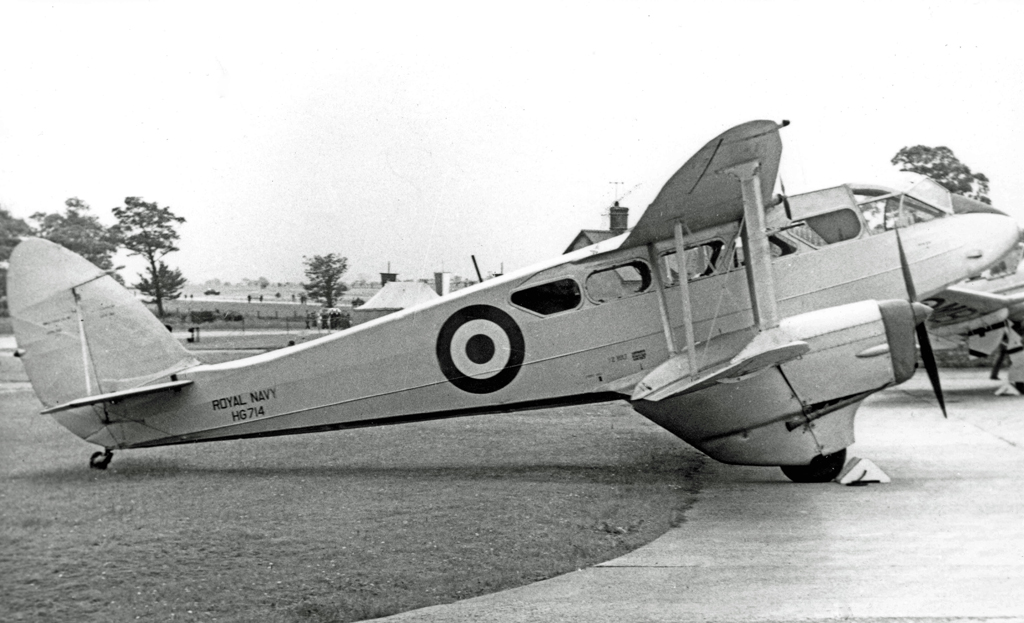
DH.89A Dominie lotnictwa Royal Navy

Do wybuchu wojny w roku 1939 wybudowano 205 egzemplarzy. W czasie wojny brytyjskie lotnictwo zamówiło wersję DH.89B Dominie przystosowaną do ćwiczeń radionawigacyjnych i celów transportowych. Decyzję o wycofaniu samolotów Dominie ze służby w wojsku podjęto w 1955 roku, ale służyły one aż do 1961.
Po wycofaniu maszyn z wojska większość trafiła do użytkowników cywilnych. Niektóre wyposażono w pochodzące z nadwyżek silniki RAF Gipsy Queen 3 o mocy 200 KM, a inne we wcześniejsze modele RAF Gipsy Queen 2 również o mocy 200 KM napędzające śmigła o zmiennym skoku. Wymiana silników miała na celu poprawienie parametrów samolotu, głównie udźwigu, prędkości przelotowej, prędkości wznoszenia i zdolności kontynuowania lotu na jednym silniku. Wersja ze zmienionymi silnikami została oznaczona jako Mk.4. Jeden egzemplarz Dragon Rapide zbudowano w wersji Mk.5 instalując w nim silniki Gipsy Queen M.V.P ze śmigłami o zmiennym skoku. W 1956 roku firma Fairey Aviation opracowała nowe, stałe śmigło do samolotu Dragon Rapide zapewniające podobne parametry jak śmigło o zmiennym skoku, ale tańsze w eksploatacji. Samoloty z tym śmigłem oznaczono jako Mk.6.
Łącznie wybudowano 731 egzemplarzy samolotów Dragon Rapide, które okazały się nadzwyczaj wytrzymałymi maszynami. Do dziś przetrwało kilka z nich w stanie zdolnym do lotu.

## Wersje
- DH.84 – podstawowa wersja produkowana od roku 1934, osiem miejsc pasażerskich
- DH.84A – wersja z klapami na dolnym płacie, produkowana od 1937
- DH.84B Dominie Mk.1 – wojskowa wersja do ćwiczeń radionawigacyjnych
- DH.84B Dominie Mk.2 – wojskowa wersja komunikacyjna przystosowana do przewozu 6 pasażerów
- DH.84B Dominie Mk.3 – wojskowa wersja komunikacyjna przystosowana do przewozu 8 pasażerów
- DH.84 Mk.4 – wersja z silnikami RAF Gipsy Queen 2 i RAF Gipsy Queen 3
- DH.84 Mk.5 – wersja z silnikami Gipsy Queen M.V.P i śmigłami o zmiennym skoku
- DH.84 Mk.5 – wersja z nowym śmigłem Fairey Aviation.